# ياسر الطوبجي
ياسر الطوبجي  مواليد (6 نوفمبر 1978-) ممثل مصري. تخرج ياسر الطوبجي في كلية الآداب قسم مسرح عام 2000 وقد بدأ ياسر مشواره الفني كمذيع ببرامج التوك شو كوميدي ونجح بتميزه في تقليد العديد من الفناننين والاعلامين ثم اتجه ياسر إلى التمثيل حيث شارك بفيلم (الأولة في الغرام) و (ميكانو) و (قص ولزق) وشارك بمسلسل (أهل كايرو) وتميز في دو الشقيق الاناني ويشارك ياسر بمسرحية (ورد الجناين) وهي أول عمل فني عن شهداء الثورة

## أعماله
- 2022: مهمة مش مهمة

## وصلات خارجية
- ياسر الطوبجي على موقع الدهليز
- ياسر الطوبجي على موقع قاعدة بيانات الأفلام العربية